# Двигун з плоскою головкою (Flathead)

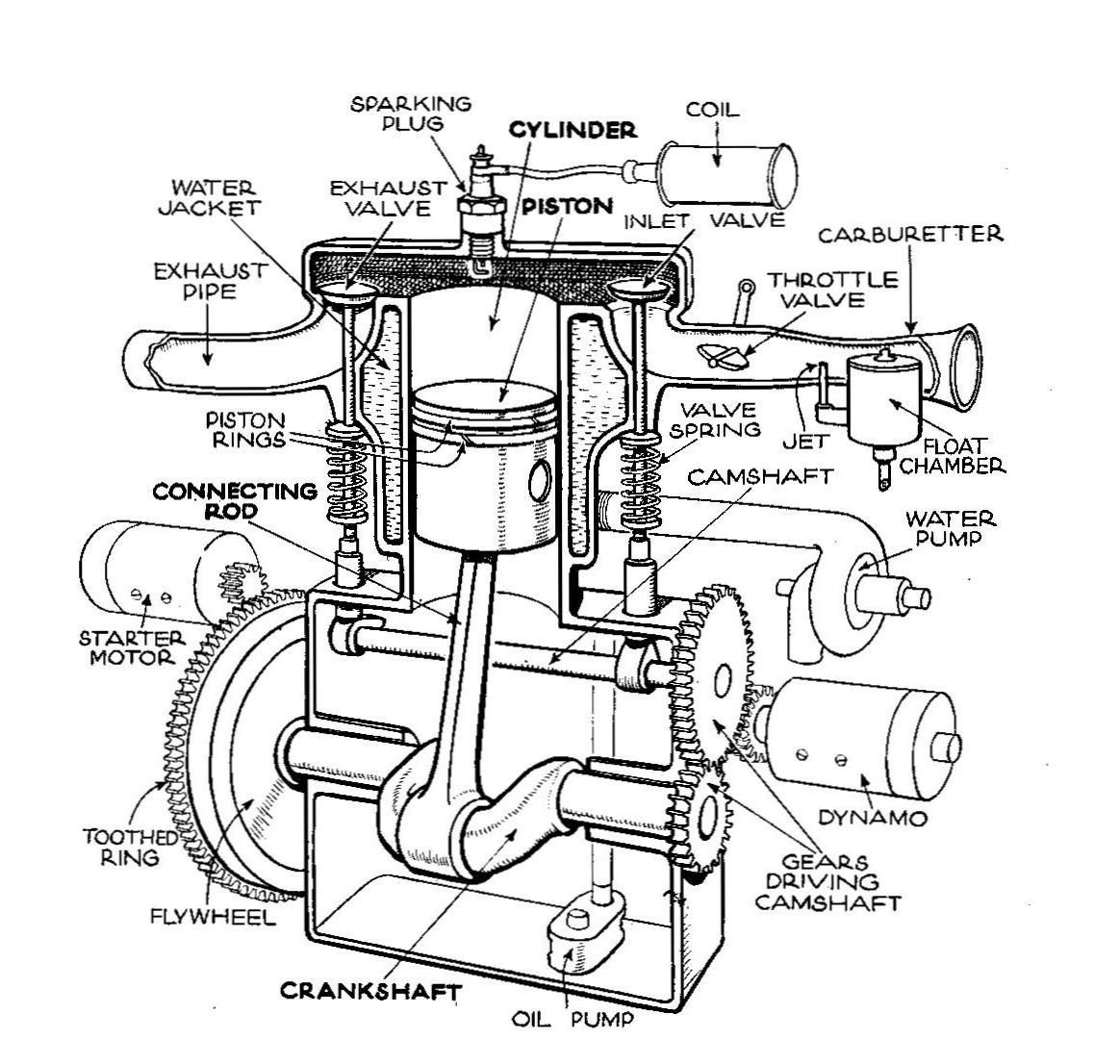
Двигун з перехресним потоком Т-подібної головки з бічним клапаном

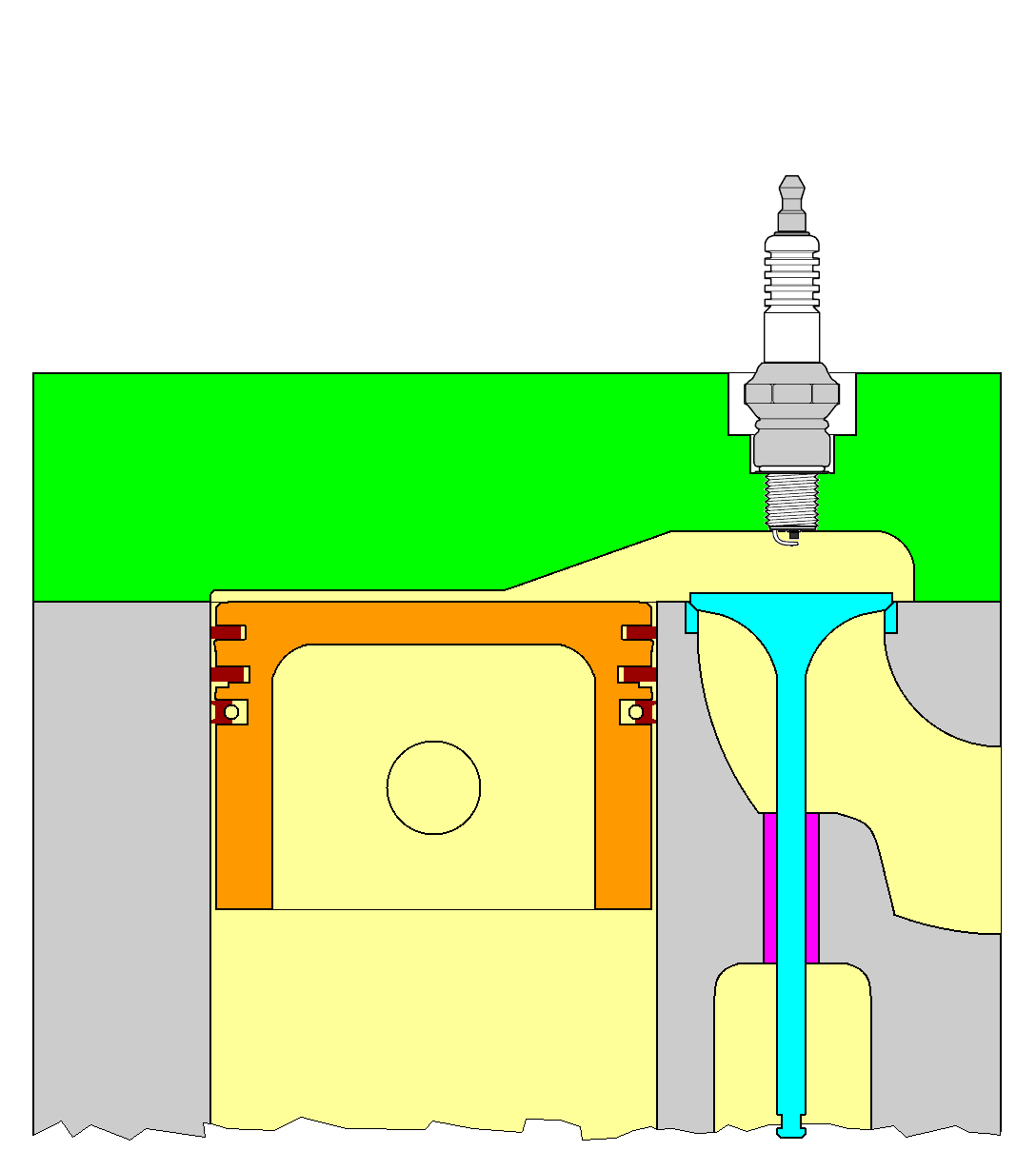
Звичайна L-подібна головка

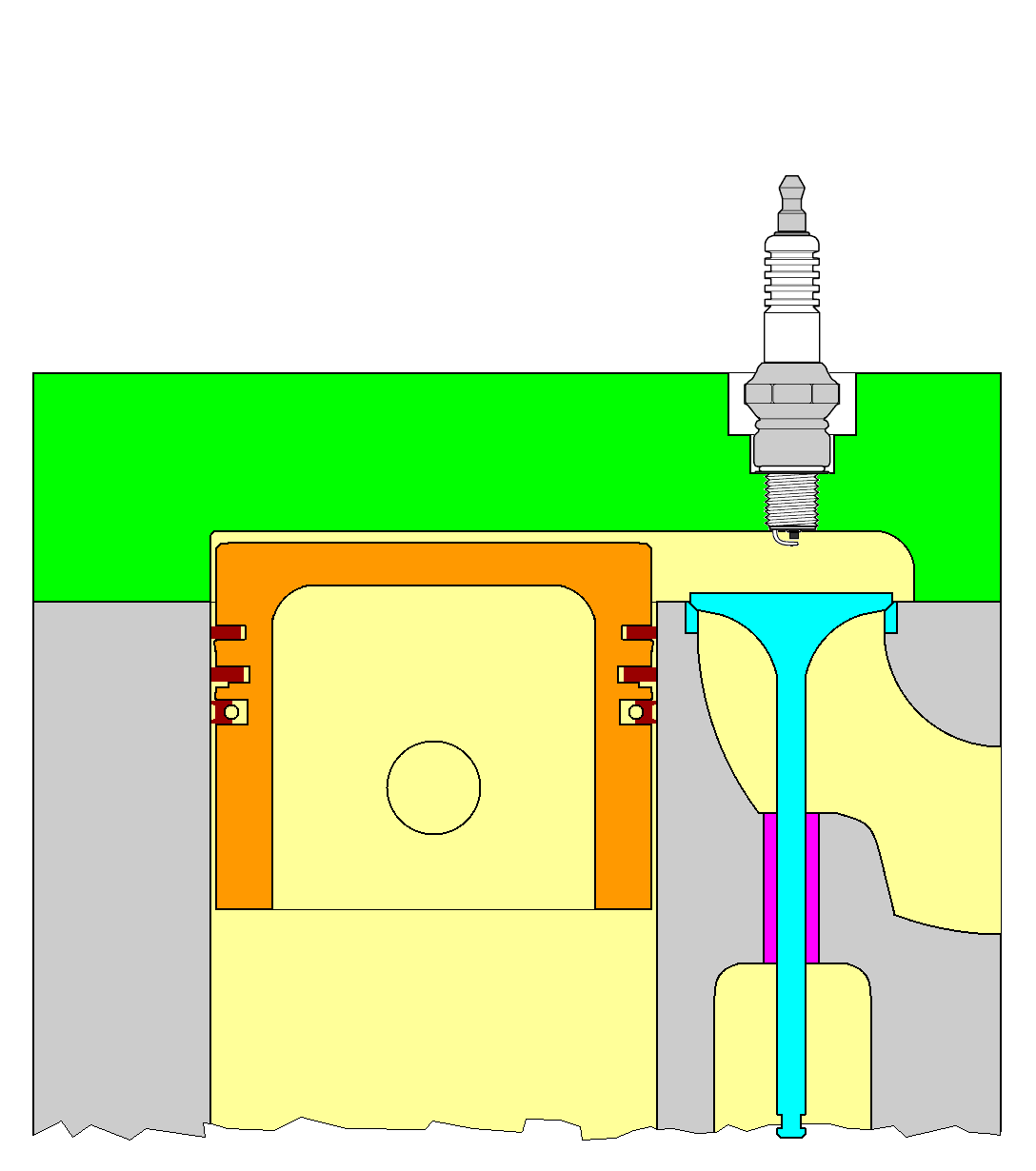
Для підвищення ступеня стиснення можна використовувати висувні поршні

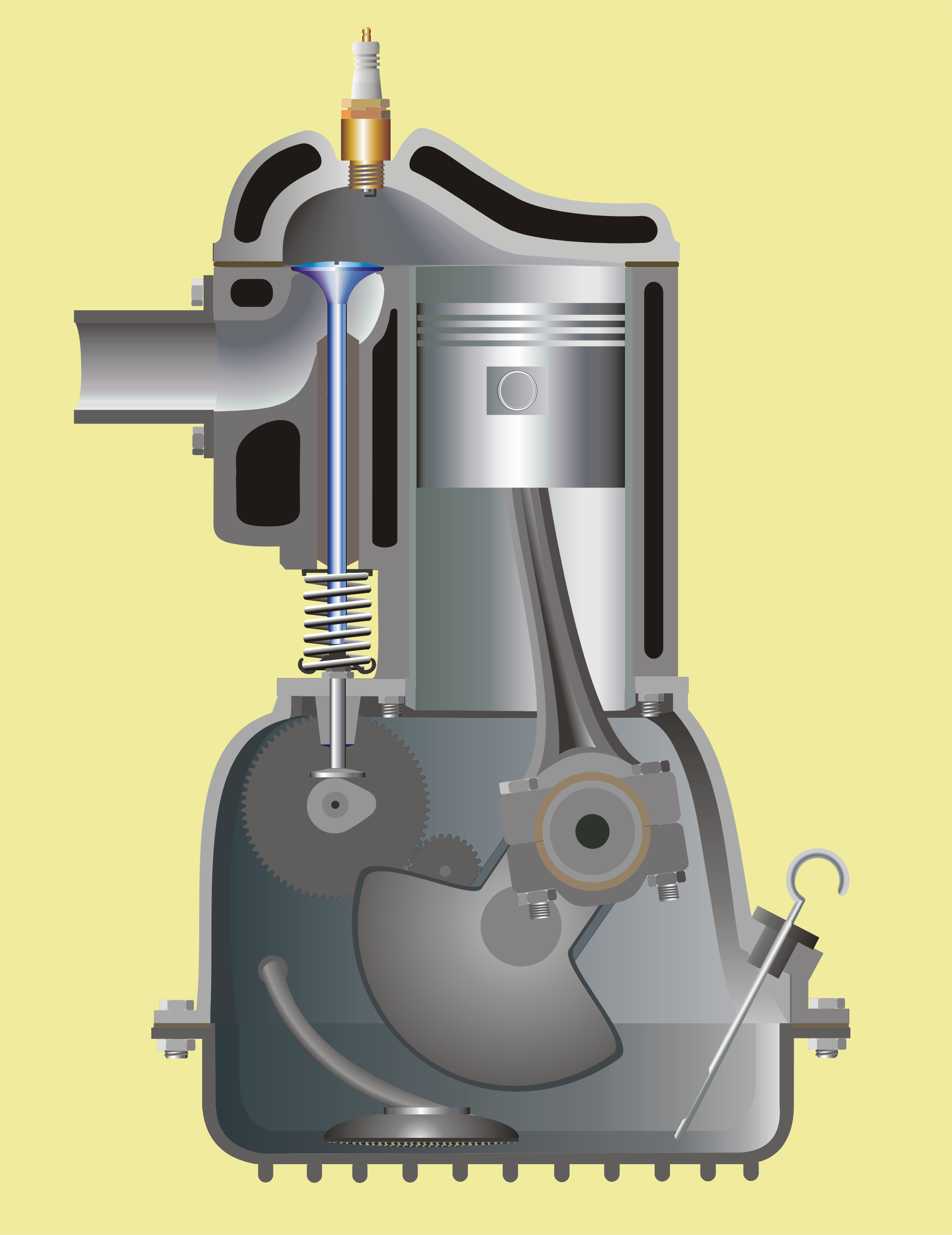
Плоска голова з турбулентною головою Рікардо

Двигун із плоскою головкою, також відомий як двигун із бічним клапаном або двигун із клапаном у блоці, — це двигун внутрішнього згоряння, тарілчасті клапани якого розташовані в блоці двигуна, а не в головці блоку циліндрів.
З кінця 1890-х до середини 1960-х років виробники автомобілів з кінця 1890-х до середини 1960-х років широко використовували плоскі головки, але їх замінили більш ефективними двигунами з верхнім розташуванням клапанів і розподільним валом. Нині вони переживають відродження в низькообертових авіаційних двигунах, таких як D-Motor.

## Конструкція бічного клапана
Розподільний механізм складається з розподільного вала, розташованого нижче в блоці циліндрів, який керує тарільчатими клапанами за допомогою штовхачів і коротких штовхачів (або іноді взагалі без штовхачів). Система з плоскою головкою позбавляє потреби в додаткових компонентах клапанного механізму, таких як довгі штовхачі, коромисла, верхні клапани або верхні розподільні вали. Бокові клапани, як правило, розташовані поруч, розташовані з одного боку циліндра(ів), хоча деякі плоскі клапани використовують менш поширений варіант «перехресного» типу «Т-образної головки». У двигуні з Т-подібною головкою вихлопні гази виходять з протилежного боку циліндра від впускного клапана.
Камера згоряння двигуна з бічним клапаном розташована не над поршнем (як у двигуні OHV (верхній клапан), а збоку, над клапанами. Свічка запалювання може бути розташована над поршнем (як у двигуні OHV) або над клапанами; але конструкції літаків з двома пробками на циліндр можуть використовувати одне або обидва положення.
«Висувні поршні» можна використовувати з сумісними головками для збільшення ступеня стиснення та покращення форми камери згоряння для запобігання детонації. «Висувні» поршні називаються так тому, що у верхній мертвій точці вони виступають над верхньою частиною блоку циліндрів.

## Переваги
Переваги двигуна з бічним клапаном включають: простоту, надійність, невелику кількість деталей, низьку вартість, малу вагу, компактність, чутливу потужність на низьких обертах, низький механічний шум двигуна та нечутливість до низькооктанового палива. Відсутність складного газорозподільного механізму дозволяє створити компактний двигун, який є дешевим у виробництві, оскільки головка блоку циліндрів може бути не більшою, ніж проста металева литва. Ці переваги пояснюють, чому двигуни з бічними клапанами використовувалися для легкових автомобілів протягом багатьох років, тоді як конструкції OHV стали специфікуватися лише для високопродуктивних застосувань, таких як літаки, автомобілі класу люкс, спортивні автомобілі та деякі мотоцикли.
У верхній мертвій точці поршень дуже близько наближається до плоскої частини головки циліндра вище, і результуюча «хлюпаюча» турбулентність створює чудове змішування палива та повітря. Особливістю конструкції бокового клапана (особливо зручною для авіаційних двигунів) є те, що якщо клапан заїде у своїй напрямній і залишиться частково відкритим, поршень не буде пошкоджено, і двигун продовжуватиме безпечно працювати на своїх інших циліндрах.

## Недоліки
Основними недоліками двигуна з бічним клапаном є поганий потік газу, погана форма камери згоряння та низький ступінь стиснення, що призводить до низької кількості обертів двигуна з низькою вихідною потужністю та низькою ефективністю. Оскільки двигуни з бічним клапаном не спалюють паливо ефективно, вони страждають від високих викидів вуглеводнів.
Двигуни з бічним клапаном можна використовувати тільки для двигунів, що працюють за принципом Отто. Форма камери згоряння не підходить для дизельних двигунів.
У двигуні з бічним клапаном впускні та вихлопні гази йдуть окружним шляхом із низькою об'ємною ефективністю, або «поганим диханням», не в останню чергу тому, що вихлопні гази перешкоджають надходженню заряду. Оскільки вихлоп проходить довгий шлях, щоб вийти з двигуна, існує тенденція до перегріву двигуна. (Примітка: це вірно для V-подібних двигунів з плоскою головкою, але менша проблема для рядних двигунів, які зазвичай мають впускні та випускні отвори з одного боку блоку двигуна.) Хоча двигун із бічним клапаном може безпечно працювати на високій швидкості, його об'ємна ефективність швидко погіршується, так що висока вихідна потужність неможлива на швидкості. Високий об'ємний ККД був менш важливим для ранніх автомобілів, оскільки їхні двигуни рідко витримували тривалу високу швидкість, але дизайнери, які шукали більшої потужності, змушені були відмовитися від бічного клапана. Компромісом, використовуваним Willys Jeep, Rover, Landrover і Rolls-Royce у 1950-х роках, була «F-head» (або клапан «впуск над випуском»), який має один бічний клапан і один верхній клапан на циліндр.
Подовжена камера згоряння плоскої головки схильна до попереднього займання (або «детонації»), якщо ступінь стиснення збільшується, але такі вдосконалення, як лазерне запалювання або мікрохвильове запалювання, можуть допомогти запобігти детонації. Турбулентні канавки можуть збільшити завихрення всередині камери згоряння, таким чином збільшуючи крутний момент, особливо на низьких обертах. Краще змішування паливно-повітряної зарядки покращує згоряння та допомагає запобігти детонації.
Прогрес у технології плоских головок став результатом експериментів у 1920-х роках сера Гаррі Рікардо, який покращив їх ефективність після вивчення характеристик газового потоку двигунів з бічним клапаном.
Труднощі в розробці плоскої головки з високим ступенем стиснення означають, що більшість, як правило, мають конструкції з іскровим запалюванням, а дизелі з плоскою головкою практично невідомі.

## Історія та застосування
Розташування бічних клапанів було особливо поширене в Сполучених Штатах і використовувалося для двигунів автомобілів, навіть для двигунів з високою питомою потужністю. Конструкції бічних клапанів все ще є звичайними для багатьох невеликих одноциліндрових або двоциліндрових двигунів, таких як газонокосарки, фрези, двоколісні трактори та інша базова сільськогосподарська техніка.

### Автомобільні двигуни
Багатоциліндрові двигуни з плоскою головкою використовувалися для таких автомобілів, як Ford Model T і Ford Model A, двигун V8 з плоскою головкою Ford і двигун Ford Sidevalve. У 1938—1940 роках компанія Cadillac виробляла двигуни V-16 з плоскою головкою для розкішних автомобілів серії 90. Після Другої світової війни конструкції з плоскими головками почали замінюватися конструкціями OHV (верхні клапани). Пласкі головки більше не були поширеними в автомобілях, але вони продовжували використовуватися в більш рудиментарних транспортних засобах, таких як позашляхові військові джипи. У колах американських автомобілів на замовлення та хот-родів досі можна побачити відреставровані зразки ранніх двигунів Ford V8 з плоскою головкою.

### Авіаційні двигуни
Простота, легкість, компактність і надійність можуть здатися ідеальними для авіаційного двигуна, але через низьку ефективність перші двигуни з плоскою головкою вважалися непридатними. Двома помітними винятками були американський опозитний здвоєний авіаційний двигун Aeronca E-107 1930 року та чотирикутник Continental A40 1931 року, який став одним із найпопулярніших легких авіаційних двигунів 1930-х років. Двома сучасними кузовами з плоскою головкою є бельгійські четвірки та шістки D-Motor. Це надзвичайно короткохідні та компактні аеродвигуни з прямим приводом до гвинта.

### Мотоциклетні двигуни
Конструкції «Flathead» використовувалися на ряді ранніх довоєнних мотоциклів, зокрема на американських V-подібних двигунах, таких як Harley-Davidson і Indian, деяких британських одинарних мотоциклах, flat-twin від BMW та їх російських копіях. У 1920-х роках компанія Cleveland Motorcycle Manufacturing Company виготовила чотирициліндровий рядний мотоциклетний двигун із Т-подібною головкою.

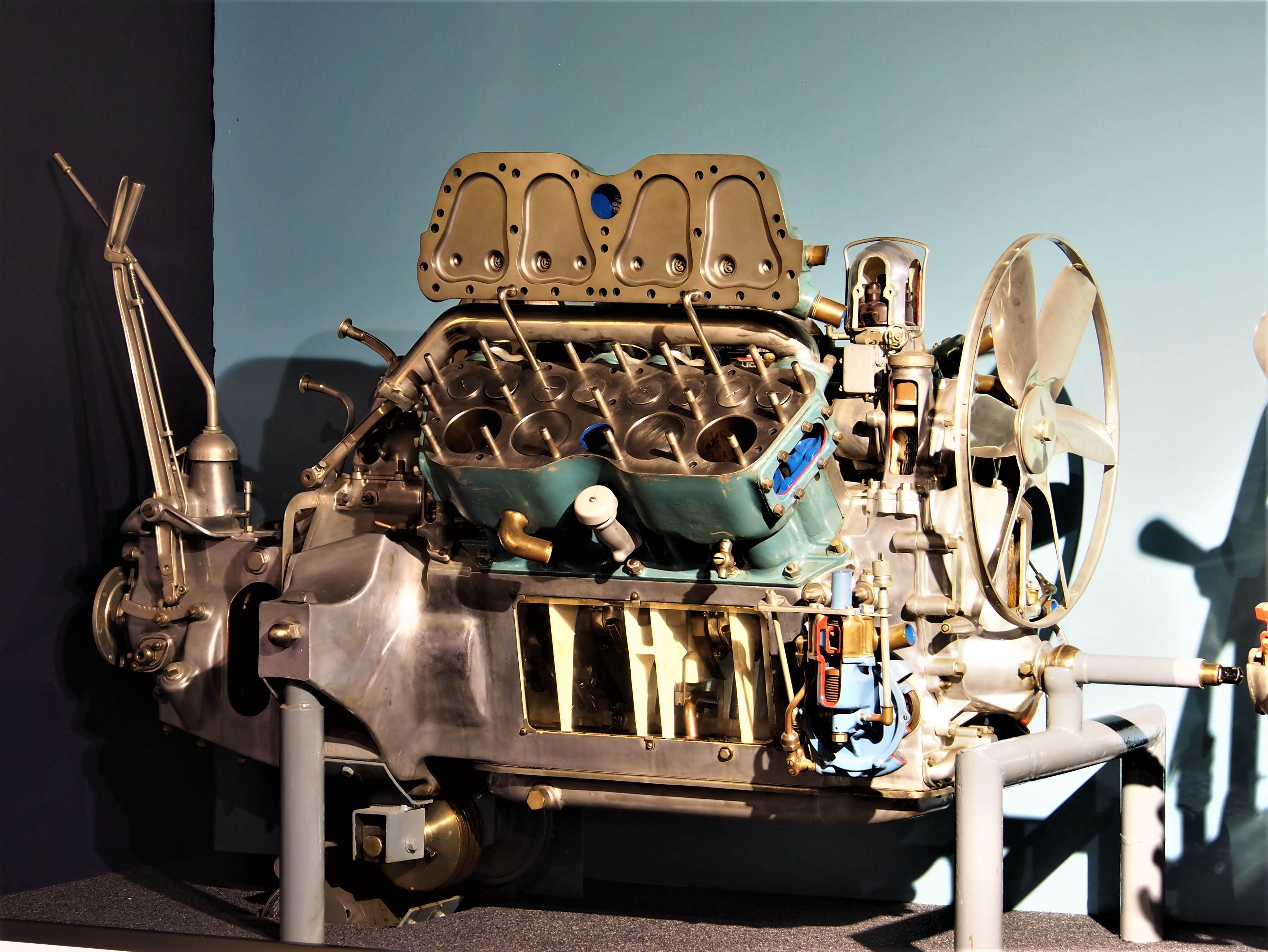
Блок двигуна Cadillac з плоскою головкою 1915 року
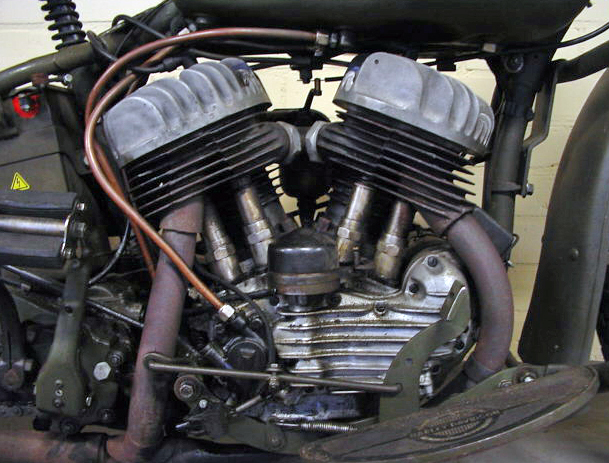
Harley-Davidson плоскоголовий
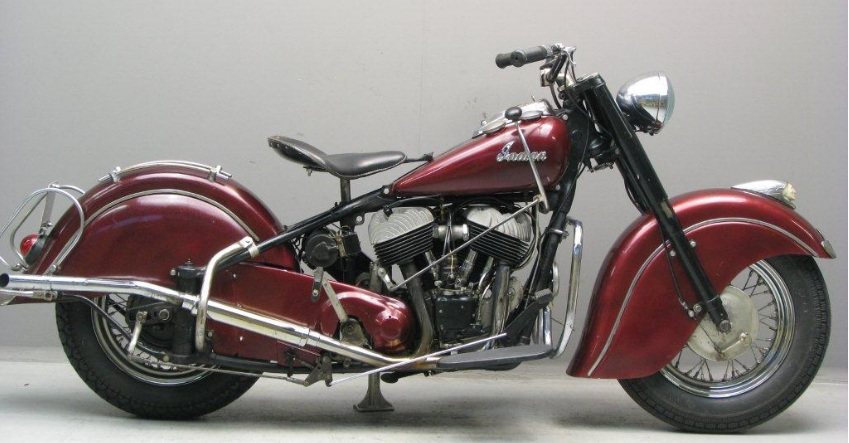
Indian Chief Чорний Яструб
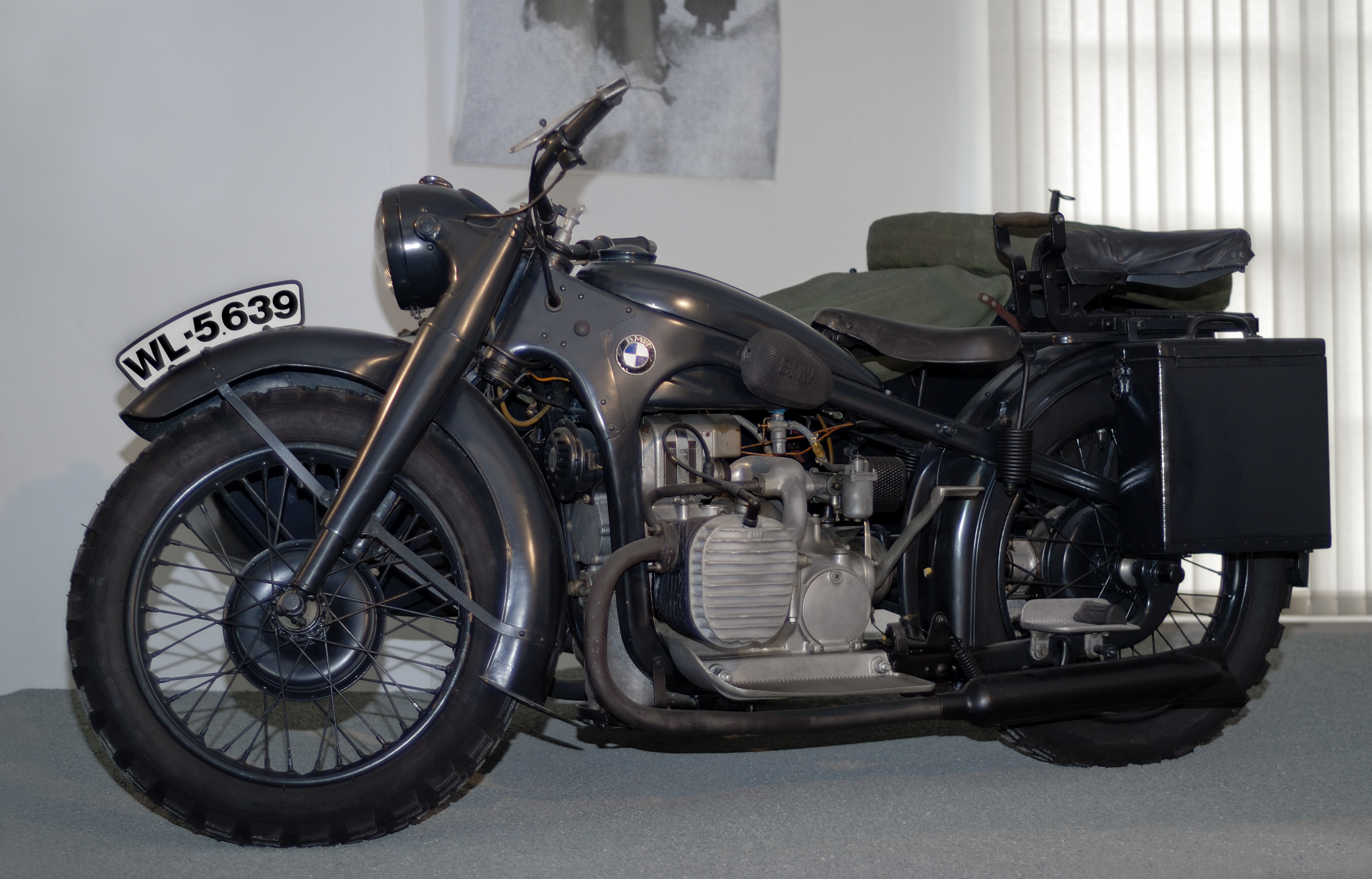
BMW R12
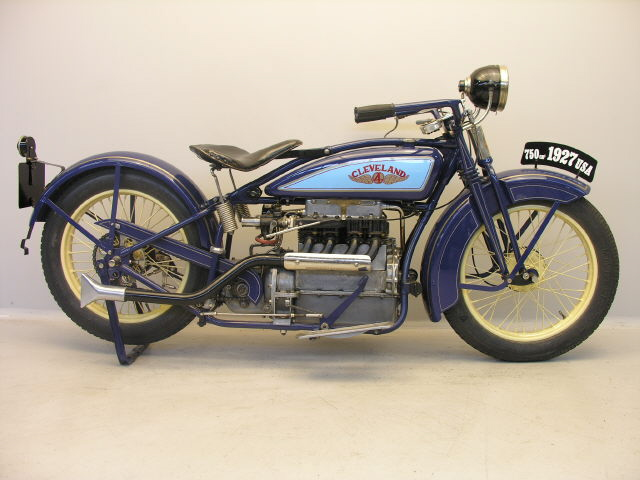
Cleveland Model 4-45